# مدیریت درمان سرطان لوزالمعده

## مدیریت درمان

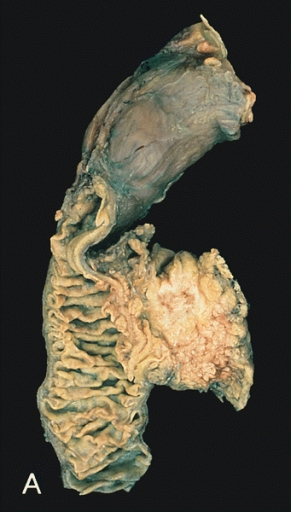
تومور جراحی‌شدۀ لوزالمعده که دوازدههٔ متصل به آن هم خارج شده است.

### سرطان‌های بخش برون‌ریز
یکی از ارزیابی مهمی که پس از تشخیص بیماری انجام می‌شود آن است که آیا برداشتن تومور با جراحی امکان‌پذیر است یا خیر (به مرحله‌بندی مراجعه کنید)، زیرا جراحی تنها راه درمان سرطان لوزالمعده است. اینکه آیا می‌توان تومور را برداشت یا نه بستگی به میزان گسترش سرطان دارد. محل دقیق تومور نیز عامل مهمی است و سی‌تی اسکن می‌تواند نشان دهد که پیوستگی یا نزدیکی تومور با رگ‌های خونی اصلی که از نزدیک لوزالمعده عبور می‌کنند، چگونه است. سلامت عمومی فرد نیز باید مورد ارزیابی قرار گیرد، اگرچه سن به‌خودی خود مانعی برای جراحی نیست.
شیمی‌درمانی و تا حدی پرتودرمانی احتمالاً برای بیشتر مبتلایان پیشنهاد می‌شود، صرف نظر از اینکه جراحی امکان‌پذیر باشد یا خیر. متخصصان توصیه می‌کنند که مدیریت سرطان لوزالمعده باید با همکاری نزدیک یک تیم چندرشته‌ای شامل متخصصان در چندین حوزهٔ سرطان‌شناسی باشد و بنابراین بهتر است در مراکز بزرگتر و مجهزتر انجام شود.

#### جراحی
جراحی با هدف درمان قطعی فقط در حدود یک پنجم (۲۰٪) موارد تازه تشخیص‌داده‌شده امکان‌پذیر است. اگرچه سی‌تی اسکن جهت تصمیم‌گیری برای جراحی کمک‌کننده است، اما در عمل، تشخیص اینکه آیا تومور را می‌توان به‌طور کامل برداشت («قابلیت برداشتن» آن) دشوار است، و ممکن است تنها در طی عمل جراحی مشخص شود که حذف موفقیت‌آمیز تومور بدون آسیب رساندن به سایر بافت‌های حیاتی امکان‌پذیر نیست. اینکه برداشتن تومور با جراحی شدنی است یا خیر به عوامل مختلفی بستگی دارد، از جمله میزان دقیق مجاورت آناتومیکی موضعی تومور، یا درگیری عروق خونی وریدی یا شریانی و همچنین مهارت جراح و در نظر گرفتن دقیق میزان و چگونگی بهبودی پس از عمل و دوران نقاهت. سنِ فرد به‌خودی خود، دلیلی برای جراحی نکردن نیست، اما وضعیت کلی عملکرد بیمار باید برای یک چنین جراحی سنگینی مناسب باشد.
یکی از ویژگی‌های خاصی که ارزیابی می‌شود، وجودِ یک لایه شفاف یا صفحه‌ای از چربی است که مانعی بین تومور و عروق ایجاد می‌کند که اگر وجود داشته باشد دلگرم‌کننده است و اگر موجود نباشد، وضعیتی ناامیدکننده است. به‌طور سنتی، ارزیابی نزدیکی تومور به رگ‌های وریدی یا شریانی اصلی، بر حسب «میزان مجاورت» (طبق تعریف تومور نباید با بیش از نیمی از محیط رگ خونی در تماس باشد؛ بدون اینکه توسط چربی جدا شده باشد)، «پوشش» (زمانی که تومور قسمت اعظم محیط رگ را در بر می‌گیرد)، یا درگیری کامل رگ انجام می‌شود.: ۲۲  برداشتن بخش‌هایی از رگ‌های خونی ممکن است در برخی موارد امکان‌پذیر باشد، به‌ویژه اگر درمان نئو-اَدجوانت اولیه امکان‌پذیر باشد، که با استفاده از شیمی‌درمانی: ۳۶  و/یا پرتودرمانی: ۲۹–۳۰  صورت می‌پذیرد.
برای ارزیابی گسترش عروقی، از «طبقه‌بندی ایشیکاوا» بر روی داده‌های حاصل از بررسی‌های آنژیوگرافی استفاده می‌شود:
| درجه    | توصیف                                                  |
| ------- | ------------------------------------------------------ |
| درجه ۱: | رگ‌ها سالم هستند (درگیری عروقی وجود ندارد)              |
| درجه ۲: | دیواره سمت راست ورید مزانتریک فوقانی درگیر است.        |
| درجه ۳: | مانند قبلی، اما در محل تلاقی با سیاهرگ باب کبدی        |
| درجه ۴: | تومور تمام محیط ورید مزانتریک فوقانی را فرا گرفته است. |
| درجه ۵: | مانند قبلی با درگیری سیاهرگ باب کبدی                   |

حتی زمانی که به نظر می‌رسد جراحی موفقیت‌آمیز بوده است، بررسی آسیب‌شناسی زیر میکروسکوپ نشان می‌دهد که سلول‌های سرطانی اغلب در اطراف لبه‌های بافت برداشته‌شده باقی مانده‌اند (این کار همیشه انجام می‌شود)، و نشان می‌دهد سرطان به‌طور کامل حذف نشده است. علاوه بر این، سلول‌های بنیادی سرطانی معمولاً در بررسی میکروسکوپی قابل مشاهده نیستند و در صورت حضور، ممکن است به رشد و گسترش خود ادامه دهند. بنابراین لاپاروسکوپی اکتشافی (یک روش جراحی سبک با هدایت دوربین) ممکن است برای به دست آوردن ارزیابی واضح‌تری از نتیجه یک عمل جراحیِ کامل انجام شود.
برای سرطان‌هایی که سر لوزالمعده را درگیر می‌کنند، روش جراحی ویپل رایج‌ترین رویکرد روش جراحی با هدف درمان قطعی است. جراحی ویپل یک عمل جراحی سنگین و بزرگ است که شامل برداشتن سر لوزالمعده و منحنی دوازدهه با هم («پانکراتو-دئودنکتومی»)، ایجاد یک میان‌بُر (بای‌پَس) برای عبور غذا از معده به ژژونوم («گاسترو-ژژونوستومی») و اتصال یک حلقه از ژژونوم به مجرای صفراوی برای تخلیه صفرا («کُـله‌سیستو-ژژنوستومی») است. این جراحی سنگین را تنها در صورتی می‌توان انجام داد که فرد بتواند چنین جراحی بزرگی را تحمل و زنده از آن بیرون آید و سرطانش نیز بدون تهاجم به احشای موضعی یا متاستاز موضعی باشد؛ بنابراین، فقط در موارد اندکی قابل انجام است. سرطان‌های دم لوزالمعده را می‌توان با استفاده از روشی به نام «پانکراتکتومی دیستال» برداشت، که اغلب با برداشتن طحال همراه است. امروزه اغلب می‌توان این کار را با استفاده از روش‌های کم تهاجمی لاپاروسکوپی انجام داد.
اگرچه جراحی به قصد درمان قطعی، دیگر با نرخ بسیار بالای مرگ‌ومیر که تا دهه ۱۹۸۰ رایج بود همراه نیست، اما بخش زیادی از افراد (حدود ۳۰ تا ۴۵٪) همچنان می‌بایست برای عوارض پس از جراحی (که توسط خود سرطان ایجاد نمی‌شود)، درمان شوند. شایع‌ترین عارضه این جراحی، اشکال در تخلیه معده است. برخی از روش‌های جراحی محدودتر نیز ممکن است برای تسکین علائم بیمار، مورد استفاده قرار گیرند (به مراقبت تسکینی مراجعه کنید): به عنوان مثال، زمانی که سرطان به دوازدهه یا رودهٔ بزرگ زده باشد یا روی آنها فشار بیاورد. در چنین مواردی، جراحی بای‌پَـس ممکن است جلوی انسداد را بگیرد و کیفیت زندگی را بهبود بخشد، اما به هدف درمانِ قطعیِ سرطان انجام نمی‌شود.

#### شیمی‌درمانی

ساختار شیمیایی داروی جمسیتابین.

یک تا دو ماه پس از جراحی، شیمی‌درمانی کمکی (اَدجوانت) با جمسیتابین و فلوروراسیل در صورتی که فرد وضعیت عملکردی مناسبی داشته باشد، قابل انجام است.در افرادی که توانایی تحمل جراحی‌های سنگین درمانی را ندارند، ممکن است از شیمی‌درمانی برای افزایش طول عمر یا بهبود کیفیت زندگی استفاده شود. گاهی پیش از جراحی، شیمی‌درمانی نئو-ادجوانت یا پرتوشیمی‌درمانی در تومورهایی که «قابل برداشت مرزی» هستند، در نظر گرفته می‌شود (به مرحله‌بندی مراجعه کنید) تا اندازه تومور را به حدی برسد که انجام جراحی مقدور یا مفید باشد. در سایر موارد، انجام درمان نئو-ادجوانت مورد اختلاف‌نظر است، زیرا جراحی را به تأخیر می‌اندازد.
سازمان غذا و داروی ایالات متحده آمریکا (FDA) به‌دنبال اثبات بهبود کیفیت زندگی و افزایش ۵ هفته‌ای در میانگین مدت بقا در مبتلایان به سرطان لوزالمعده پیشرفته در یک کارآزمایی بالینی که جمسیتابین مصرف کرده بودند، این دارو را در سال ۱۹۹۷ تأیید کرد. جمسیتابین نخستین داروی شیمی‌درمانی بود که توسط سازمان غذا و داروی آمریکا بر پایهٔ کارآزمایی بالینی‌ای تأیید شد که هدف نهایی‌اش بهبود کیفیت زندگی (و نه بقای بیمار) بود. شیمی‌درمانی با استفاده از جمسیتابین به‌تنهایی، به‌مدت حدود یک دهه استاندارد درمان دارویی سرطان لوزالمعده بود، زیرا تعدادی از کارآزمایی‌هایی که آن را در ترکیب با سایر داروها آزمایش کردند، نتایج قابل توجهی بهتری را نشان ندادند. با این حال، امروزه مشخص شده است که ترکیب جمسیتابین با ارلوتینیب، نرخ بقای مبتلایان را به میزان متوسطی افزایش می‌دهد، و در نتیجه سازمان غذا و دارو در سال ۲۰۰۵ ارلوتینیب را جهت استفاده در سرطان لوزالمعده مورد پذیرش قرار داد.
رژیم شیمی‌درمانی فولفیرناکس با استفاده از چهار دارو، موثرتر از جمسیتابین به تنهایی بود، اما با عوارض جانبی قابل توجهی همراه بود و بنابراین فقط در افرادی قابل انجام است که «وضعیت عملکردی» مناسبی دارند. این مسئله همچنین در مورد پاکلیتاکسل متصل به پروتئین، هم صادق است که سازمان غذا و دارو در سال ۲۰۱۳ به آن برای استفاده با جمسیتابین در سرطان لوزالمعده مجوز داد. تا پایان سال ۲۰۱۳، هر دو رژیم شیمی‌درمانی مورد بحث همراه با جمسیتابین به عنوان گزینه‌های درمانی خوب در کسانی که قادر به تحمل عوارض جانبی بودند، در نظر گرفته شدند و جمسیتابین به تنهایی، یک گزینه مؤثر برای کسانی بود که اینگونه نبودند. یک کارآزمایی مقایسه‌ای پایاپای بین دو گزینه جدید در حال انجام است و کارآزمایی‌های دیگری برای درمان‌های متفاوت در دست اقدام است. با این حال، در چند سال اخیر تغییرات شکل‌گرفته در رژیم‌های درمانی، تنها چند ماه زمان بقای بیمار را افزایش داده است. کارآزمایی‌های بالینی اغلب برای درمان‌های اَدجوانت نوین انجام می‌شوند.

#### پرتودرمانی
نقش پرتودرمانی به عنوان یک درمان کمکی (اَدجوانت) پس از جراحی از دهه ۱۹۸۰ مورد بحث بوده است. در اوایل دهه ۲۰۰۰، «کارگروه مطالعاتی اروپا برای پژوهش‌های سرطان لوزالمعده» برتری پیش‌آگهی شیمی‌درمانی اَدجوانت را نسبت به پرتوشیمی‌درمانی نشان داد. «انجمن آنکولوژی پزشکی اروپا» توصیه می‌کند که پرتودرمانی کمکی فقط برای افرادی که در کارآزمایی‌های بالینی شرکت کرده‌اند، استفاده شود. با این حال، تمایل مستمری در پزشکان آمریکایی در استفاده از رادیوتراپی اَدجوانت نسبت به پزشکان اروپایی دیده می‌شود. کارآزمایی‌های بالینی فراوانی، انواع مختلفی از ترکیبات درمانی را از دهه ۱۹۸۰ تا کنون آزمایش کرده‌اند که نتایج متناقضی دربرداشته است، اما نتوانسته‌اند این مشکل را به‌طور قطعی حل کنند.
گاهی هدف از پرتودرمانی، کوچک کردن تومور به اندازه‌ای است که بتوان آن را با جراحی برداشت؛ اما استفاده از آن در تومورهای غیرقابل جراحی همچنان بحث‌برانگیز است، چرا که نتایج متناقضی از کارآزمایی‌های بالینی به‌دست آمده است. به‌دنبال انتشار نتایج اولیهٔ یک کارآزمایی بالینی که در سال ۲۰۱۳ ارائه شد، تمایل برای استفاده از پرتودرمانی در درمان تومورهای پیشرفتهٔ موضعی «به‌طور قابل توجهی کاهش یافت.»

### تومورهای نوراندوکرین
درمان تومورهای نوراندوکرین، از جمله انواع بدخیم ناشایع، ممکن است رویکردهای گوناگونی را دربرگیرد. برخی از تومورهای کوچک کمتر از ۱ سانتی‌متر را که به‌طور تصادفی شناسایی می‌شوند — مثلاً هنگام انجام سی‌تی اسکن به‌منظوری دیگر — می‌توان با روش «انتظار همراه با مراقبت دقیق از بیمار» زیر نظر داشت. اتخاذ این روش به خطر ارزیابی‌شده جراحی بستگی دارد که تحت تأثیر محل تومور و حضور سایر مشکلات همزمان پزشکی است. تومورهایی که تنها در داخل لوزالمعده قرار دارند (تومورهای موضعی) یا متاستاز محدود دارند (مثلاً به کبد)، ممکن است با جراحی برداشته شوند. نوع جراحی به محل تومور و میزان انتشار به غدد لنفاوی بستگی دارد.
برای تومورهای موضعی، جراحی محدودتری به نسبت جراحی‌های مورد استفاده برای درمان آدنوکارسینوم لوزالمعده (که پیش‌تر در بالا شرح داده شد) انجام می‌شود، اما به غیر از این تفاوت، نحوه جراحی مشابه روش‌های برداشتن تومورهای برون‌ریز است. دامنه پیامدهای درمانی بسیار متفاوت است. برخی از انواع این تومورها پس از جراحی میزان بقای بسیار بالایی دارند در حالی که برخی دیگر پیش‌آگهی ضعیفی دارند. از آنجایی که همهٔ این گروه از تومورها نادر هستند، دستورالعمل‌ها کنونی تأکید دارند که درمان باید در یک مرکز تخصصی انجام شود. پیوند کبد ممکن است در موارد خاصی از متاستاز کبدی در نظر گرفته شود.
برای تومورهای فعال، داروهای آنالوگِ سوماتواستاتین همچون اوکتروتاید، قادر به کاهش تولید بیش از حد هورمون‌ها هستند. لانرئوتاید هم قادر است رشد تومور را آهسته کند. اگر تومور علامت‌دار باشد و نتوان آن را با جراحی برداشت، درمان هدفمند با اورولیمس یا سانیتینیب گاهی به کاهش علائم و کند کردن پیشرفت بیماری کمک می‌کند. شیمی‌درمانی سیتوتوکسیک استاندارد عموماً برای تومورهای نوراندوکرین چندان مؤثر نیست، اما ممکن است زمانی که سایر درمان‌های دارویی در جلوگیری از پیشرفت بیماری شکست می‌خورند، یا در موردِ تومورهای نوراندوکرین با تمایز کم استفاده شود.
پزشکان در صورت وجود دردِ ناشی از گسترش آناتومیک سرطان، مثلاً متاستاز به استخوان، گاهی پرتودرمانی تجویز می‌کنند. برخی از تومورهای نوراندوکرین، پپتیدها یا هورمون‌های خاصی را جذب می‌کنند و این تومورها ممکن است به درمان پزشکی هسته‌ای با پپتیدهای نشاندارشده یا هورمون‌هایی مانند آیوبنگوان (ید-۱۳۱ یا MIBG) پاسخ دهند. حذف با بسامد رادیویی، فرایند انجماد تومور و آمبولیزاسیون شریان کبدی نیز گاهی مورد استفاده قرار می‌گیرند.

### مراقبت‌های تسکینی
«مراقبت‌های تسکینی»، مراقبت‌های پزشکی-پرستاری هستند که بر مدیریت درمان و تسکین علائم برخی بیماری‌های جدی مانند سرطان و بهبود کیفیت زندگی بیماران تمرکز دارند. از آنجا که آدنوکارسینوم لوزالمعده معمولاً در مراحل پیشرفته تشخیص داده می‌شود، مراقبت‌های تسکینی اغلب تنها گزینهٔ درمانیِ موجود است.
مراقبت تسکینی بر درمانِ خودِ سرطان متمرکز نیست، بلکه هدفش تسکین علائمی مانند درد یا حالت تهوع بیمار است و به تصمیم‌گیری در نحوهٔ مدیریت درمان کمک می‌کند، از جمله اینکه آیا مراقبت از بیمار در «مرکز مراقبت از بیماران مراحل انتهایی» مفید است یا خیر و اگر لازم است، اینکار در چه زمانی باید انجام شود.
در زمان تشخیص سرطان لوزالمعده، ۴۰ تا ۸۰ درصد بیماران دچار درد شکمی هستند و با پیشرفت سرطان، بیش از ۹۰ درصد بیماران درد متوسط تا شدید شکم و پشت دارند که این در اثر تهاجم سلول‌های سرطانی به شبکهٔ عصبی سلیاک و مزانتریک ایجاد می‌شود. درد سرطان را می‌توان با داروهایی مانند مواد افیونی یا از طریق مداخله عملکردی دیگر، مثلاً توسط بلاک عصبی روی شبکه سلیاک کنترل کرد. این عمل، کارکرد اعصاب منتقل‌کنندهٔ درد از شکم را دگرگون می‌کند یا بسته به روش مورد استفاده، به‌کلی از بین می‌برد. انسداد شبکه عصبی سلیاک یک روش ایمن و مؤثر برای کاهش درد است و به‌طور کلی، نیاز به استفاده از مسکن‌های مخدر را کاهش می‌دهد که دارای عوارض جانبی قابل توجهی است. درمان دارویی درد، مبتنی بر مُسکن‌هایی است که بر اساس شاخص «نردبان درد» سازمان جهانی بهداشت تجویز می‌شود: در پلهٔ اول، داروهای ضدالتهاب غیراستروئیدی تجویز می‌شود. در صورت بی‌اثر بودن این داروها، داروهای پلهٔ دوم نردبان ضد درد، یعنی مخدرهای ضعیف (کدئین، دی‌هیدروکدئین، ترامادول) تجویز می‌شود. هنگامی که اپیوئیدهای ضعیف در دوزهای حداکثر خود، دیگر اثربخشی کافی نداشته باشند یا واکنش‌های نامطلوب دارویی رخ دهد، بیمار به سطح بعدی درمان یعنی پلهٔ سوم نردبان تسکین درد می‌رود: مواد افیونی قوی که شامل مُرفین، اکسی‌کدون، فنتانیل و بوپرنورفین است. داروهای ضد درد به صورت خوراکی، پوستی (ترانس‌درمال) با تزریق وریدی (برای دردهای شدید) تجویز می‌شوند. داروهای کمکی ضددرد داروهایی هستند که خود مسکن نیستند، اما موجب تشدید خاصیت ضددردی مسکن‌ها می شوند و در مدیریت درد ناشی از سرطان لوزالمعده در کنار مسکن‌های اصلی به‌کار می‌روند که در درجه اول برخی از داروهای ضدافسردگی (آمی‌تریپتیلین، سرترالین) و سپس داروی ضد تشنج (گاباپنتین، پرگابالین، کاربامازپین، والپروات، لاموتریژین) هستند.
سرطان لوزالمعده با خطر بالای ابتلا به افسردگی مرتبط است که به‌شدت کیفیت زندگی بیماران را بدتر می‌کند. افسردگی در سرطان لوزالمعده همچنین با افزایش قابل توجه خطر خودکشی همراه است. درمان افسردگی ناشی از سرطان مبتنی بر داروهای ضد افسردگی و روان‌درمانی است. جهت درمان دارویی از ضد افسردگی سه حلقه‌ای و مهارکننده‌های انتخابی بازجذب سروتونین استفاده می‌شود که اثربخشی هر دو گروه دارویی یکسان است.
سایر علائم یا عوارضی که می‌توان با جراحی تسکین‌دهنده درمان کرد، انسداد تومور روده یا انسداد مجرای صفراوی است. برای دومی که در ۷۵–۶۵٪ از موارد اتفاق می‌افتد و منجر به زردی انسدادی، خارش آزاردهنده، بدتر شدن کیفیت خواب، اسهال و کاهش وزن می‌شود، ممکن است یک لوله فلزی کوچکِ خود متسع‌شونده به نام اِستِنت توسط آندوسکوپی کارگذاری شود تا مجاری صفراوی را باز نگه دارد.
انسداد مجرای پیلور در ۱۰ تا ۲۵ درصد از بیماران مبتلا به سرطان لوزالمعده رخ می‌دهد. دلیل این انسداد در سرطان لوزالمعده، تهاجم سلول‌های بدخیم به شبکه عصبی سلیاک و اختلال در حرکت معده و دوازدهه یا در نتیجه گسترش مستقیم و موضعی تومور یا فشار وارده توسط آن به دوازدهه (و تا حد اندکی بر روی معده) ایجاد می‌شود. اگر انسداد مجرای پیلور در بیماری رخ دهد که امید به زنده ماندنش بیش از ۶–۳ ماه باشد، آناستوموز دستگاه گوارش (بای‌پس) به صورت لاپاراسکوپی یا جراحی باز انجام می‌شود. برخی از بیماران را می‌توان با قرار دادن یک استنت فلزی خودگشادشونده با آندوسکوپی در محل تنگی درمان کرد. در بیماران با وضعیت عمومی بد، سودمندترین درمان ممکن است لوله‌گذاری آندوسکوپیک معده از طریق پوست (لولهٔ پگ) باشد که تغذیه روده‌ای را ممکن می‌سازد.
هم جراحی و هم خودِ تومورهای پیشرفتهٔ غیرقابل جراحی، در بسیاری از موارد منجر به بروز اختلالات دستگاه گوارش انسان ناشی از کمبود فراورده برون‌ریز لوزالمعده می‌شوند (نارسایی برون‌ریز). این‌ها را می‌توان با تجویز داروی «پانکراتین» درمان کرد که حاوی آنزیم‌های صناعی لوزالمعده است و بهتر است همراه با غذا مصرف شود. اشکال در تخلیه معده (تأخیر در تخلیه معده) شایع است و ممکن است تبدیل به معضلی جدی شود که به بستری شدن بیمار در بیمارستان بینجامد. درمان این عارضه ممکن است با روش‌های مختلفی صورت پذیرد، از جمله تخلیه معده با لوله‌گذاری بینی به معده و داروهایی به نام مهارکنندگان پمپ پروتونی یا آنتاگونیست‌های گیرندهٔ H2، که هر دو تولید اسید معده را کاهش می‌دهند. از داروهایی چون متوکلوپرامید نیز می‌توان برای تسریع تخلیه و پاکسازی محتویات معده استفاده کرد.
مدیریت رژیم غذایی مناسب در طول درمان جهت اطمینان از تأمین کالری و نیازهای تغذیه‌ای بیمار بسیار مهم است. تجویز مکمل‌های آنزیمی لوزالمعده از آن جهت اهمیت دارد که نارسایی بخش برون‌ریز لوزالمعده، به‌طور قابل توجهی وضعیت تغذیه‌ای بیمار را بدتر می‌کند. درمان‌های دارویی کمکی شامل تجویز پروژسترون‌ها (مدروکسی‌پروژسترون)، کورتیکواستروئیدها، استروئیدهای آنابولیک (ناندرولون، اکساندرولون)، الانزاپین و میرتازاپین است.

### واژه‌نامه
1. ↑  Performance status
2. ↑  Clinical Trial Endpoint
3. ↑  nab-paclitaxel
4. ↑  European Study Group for Pancreatic Cancer Research (ESPAC)
5. ↑  Watchful Waiting
6. ↑  poorly differentiated PanNET
7. ↑  Cryoablation
8. ↑  Hepatic artery embolization
9. ↑  Hospice
10. ↑  procedural intervention
11. ↑  Celiac plexus
12. ↑  Analgesic adjuvant
13. ↑  Percutaneous endoscopic gastrostomy
14. ↑  PEG tube
15. ↑  Pancreatin